# Bufo stanlaii
Bufo stanlaii là một loài cóc thuộc họ Bufonidae.
Đây là loài đặc hữu của Bolivia. Môi trường sống tự nhiên của chúng là vùng núi ẩm nhiệt đới hoặc cận nhiệt đới, sông ngòi, đầm nước ngọt, và đầm nước ngọt có nước theo mùa.